# Giro dell'Appennino 2018
Giro dell'Appennino 2018 var den 79. udgave af cykelløbet Giro dell'Appennino. Løbet var en del af UCI Europe Tour-kalenderen og blev arrangeret 22. april 2018. Det blev vundet af italienske Giulio Ciccone fra Bardiani CSF.

## Hold og ryttere
| UCI Professionelle kontinentalthold (8)- Androni Giocattoli-Sidermec - Bardiani CSF - Nippo-Vini Fantini-Europa Ovini - Wilier Triestina-Selle Italia - CCC Sprandi Polkowice - Delko-Marseille Provence-KTM - Euskadi Basque Country-Murias - Gazprom-RusVelo UCI Kontinentalhold (12)- Biesse Carrera Gavardo - D'Amico-Utensilnord - Dimension Data-Qhubeka - Sangemini-MG.Kvis - Amore & Vita-Prodir - Sovac-Natura4Ever - Felbermayr Simplon Wels - Vorarlberg-Santic - Team Sauerland NRW p/b SKS GERMANY - Astana City - MsTina-Focus - Project Nice Cote d’Azur Landshold- Italien |
| |

## Resultater
| \| Samlede stilling \| Samlede stilling \| Samlede stilling \| Samlede stilling \| Samlede stilling \| \| Rytter \| Rytter \| Hold \| Tid \| \| \| ---------------- \| ----------------- \| ------------------------------- \| ---------------- \| ---------------- \| \| 1. \| Giulio Ciccone \| Bardiani CSF \| 4t 52' 54" \| \| \| 2. \| Amaro Antunes \| CCC Sprandi Polkowice \| + 0" \| \| \| 3. \| Fausto Masnada \| Androni Giocattoli-Sidermec \| + 0" \| \| \| 4. \| Francesco Gavazzi \| Androni Giocattoli-Sidermec \| + 2' 06" \| \| \| 5. \| Davide Ballerini \| Androni Giocattoli-Sidermec \| + 2' 06" \| \| \| 6. \| Marco Canola \| Nippo-Vini Fantini-Europa Ovini \| + 2' 06" \| \| \| 7. \| Paolo Totò \| Sangemini-MG.Kvis-Vega \| + 2' 06" \| \| \| 8. \| Simone Andreetta \| Bardiani CSF \| + 2' 06" \| \| \| 9. \| Alex Turrin \| Wilier Triestina-Selle Italia \| + 2' 06" \| \| \| 10. \| Roland Thalmann \| Team Vorarlberg-Santic \| + 2' 06" \| \| |                   |                                 |            |
| |                   |                                 |            |
| Kilde: ProCyclingStats |                   |                                 |            |
| Samlede stilling |                   |                                 |            |
| Rytter | Rytter            | Hold                            | Tid        |
| 1. | Giulio Ciccone    | Bardiani CSF                    | 4t 52' 54" |
| 2. | Amaro Antunes     | CCC Sprandi Polkowice           | + 0"       |
| 3. | Fausto Masnada    | Androni Giocattoli-Sidermec     | + 0"       |
| 4. | Francesco Gavazzi | Androni Giocattoli-Sidermec     | + 2' 06"   |
| 5. | Davide Ballerini  | Androni Giocattoli-Sidermec     | + 2' 06"   |
| 6. | Marco Canola      | Nippo-Vini Fantini-Europa Ovini | + 2' 06"   |
| 7. | Paolo Totò        | Sangemini-MG.Kvis-Vega          | + 2' 06"   |
| 8. | Simone Andreetta  | Bardiani CSF                    | + 2' 06"   |
| 9. | Alex Turrin       | Wilier Triestina-Selle Italia   | + 2' 06"   |
| 10. | Roland Thalmann   | Team Vorarlberg-Santic          | + 2' 06"   |